# Sanctuaire Saint-Christ-des-Miracles de Bayaguana
Le sanctuaire Saint-Christ-des-Miracles est une église située à Bayaguana en République dominicaine, que l’Église catholique rattache à l’archidiocèse de Saint-Domingue. Inauguré en 2020 et consacré en 2021, il est immédiatement reconnu sanctuaire national par la Conférence de l’épiscopat dominicain, visant à remplacer l’ancienne église Saint-Christ-des-Miracles comme centre des pèlerinages.

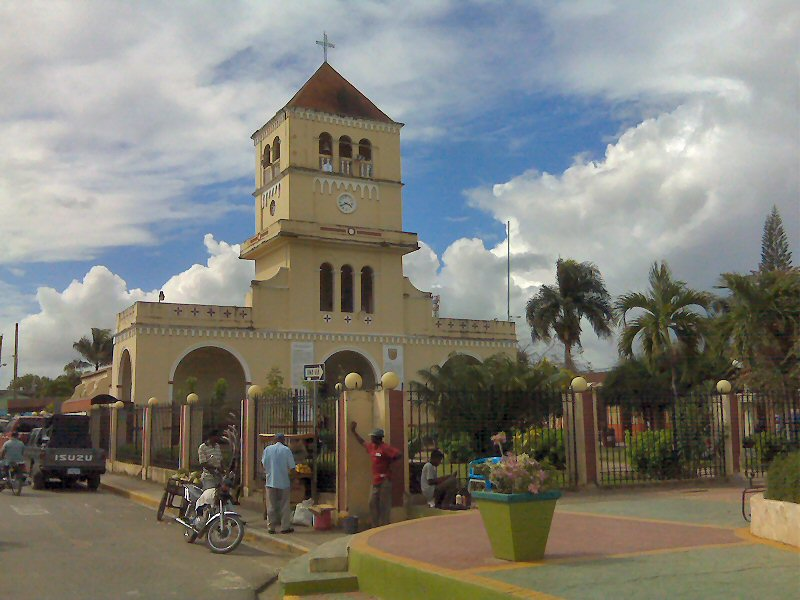
L’ancienne église Saint-Christ-des-Miracles, que le sanctuaire va remplacer comme lieu de pèlerinage.